# Aristokles (Sohn des Kleoitas)
Aristokles (altgriechisch Ἀριστοκλῆς) war ein griechischer Bildhauer, der in der zweiten Hälfte des 5. Jahrhunderts v. Chr. tätig war.
Aristokles war Sohn des Kleoitas und möglicherweise Enkel des Aristokles aus Sikyon. Pausanias schreibt, dass Aristokles im Auftrag eines Gnathis aus Thessalien eine Skulpturengruppe für die Aufstellung in Olympia geschaffen hatte. Sie zeigte Zeus und Ganymed. Unklar ist, ob er auch der Künstler war, der die Restaurierungsarbeiten am Relief an der Basis der von Phidias geschaffenen Athena Parthenos auf der Akropolis von Athen ausführte.

## Belege
1. ↑  Pausanias 5,24,5 (englische Übersetzung).
2. ↑  Inscriptiones Graecae II² 1388, Zeile 64–65.

| Personendaten    | Personendaten                                      |
| ---------------- | -------------------------------------------------- |
| NAME             | Aristokles                                         |
| ALTERNATIVNAMEN  | Ἀριστοκλῆς                                         |
| KURZBESCHREIBUNG | altgriechischer Bildhauer                          |
| GEBURTSDATUM     | 5. Jahrhundert v. Chr.                             |
| STERBEDATUM      | 5. Jahrhundert v. Chr. oder 4. Jahrhundert v. Chr. |